# Złotniki (województwo opolskie)
Złotniki (dodatkowa nazwa w j. niem. Zlattnik) – wieś w Polsce położona w województwie opolskim, w powiecie opolskim, w gminie Prószków.
Od 1950 roku miejscowość należy do województwa opolskiego.

## Nazwa
Według niemieckiego nauczyciela Heinricha Adamy’ego nazwa miejscowości wywodzi się od staropolskiej nazwy rzemieślników zajmujących się złotnictwem. W swoim dziele o nazwach miejscowych na Śląsku wydanym w 1888 roku we Wrocławiu wymienia jako pierwotną zanotowaną nazwę miejscowości Zlotiniki podając jej znaczenie "Goldarbeiterdorf" - "Wieś złotników". 
Taki sam wywód nazwy "von złotnik - Goldarbeiter, Juvelier" podaje śląski pisarz Konstanty Damrot w swojej pracy o śląskim nazewnictwie z 1896 roku wydanej w Bytomiu. Wiąże się ona prawdopodobnie z rozpowszechnionym w owym czasie we wsi zajęciem wytwarzania biżuterii. Damrot wymienia także dwie nazwy: obecnie obowiązującą, polską "Złotniki" oraz niemiecką "Zlattnik". Nazwa wsi została później fonetycznie zgermanizowana na Zlattnik i utraciła pierwotne znaczenie.
Z powodu polskiego pochodzenia w okresie hitlerowskiego reżimu w latach 1936-1945 administracja III Rzeszy zmieniła nazwę na nową, całkowicie niemiecką Goldenau, która nawiązywała do wcześniejszej słowiańskiej nazwy.